# 점박이꽃무지
점박이꽃무지는 풍뎅이과 꽃무지의 일종이다. 앞날개를 펼치지 않고 나는 육중한 소리는 말벌과 같으며, 흰점박이꽃무지, 만주점박이꽃무지와 비슷하나 점박이꽃무지는 녹색 광택이 흰점박이꽃무지보다 더 강하며 만주점박이꽃무지보다는 덜하다. 몸길이 16~25mm, 폭 11~15mm로 광택이 강한 녹색이다. 염색체나 유전자의 변화와 관계없이 후천적 환경의 변화에 의한 변이 즉, 개체변이가 많다. 딱지날개는 전체적으로 반원형인 인각이 조밀하게 분포해 있고, 모양의 변이가 심한 백색 무늬가 있다. 수액이나 과실에 주로 모인다. 애벌레는 약재로 이용한다. 한반도 전역에 분포하며 세계적으로는 인도, 히말라야, 라오스, 중국, 대만, 일본, 괌 아종~타이완 등지에 분포한다. 점박이꽃무지를 흰점박이꽃무지, 점박이풍뎅이라고도 부르고, P. aerata를 흰점박이꽃무지, 점박이풍뎅이, 애점박이꽃무지라고도 부른다.

## 갤러리

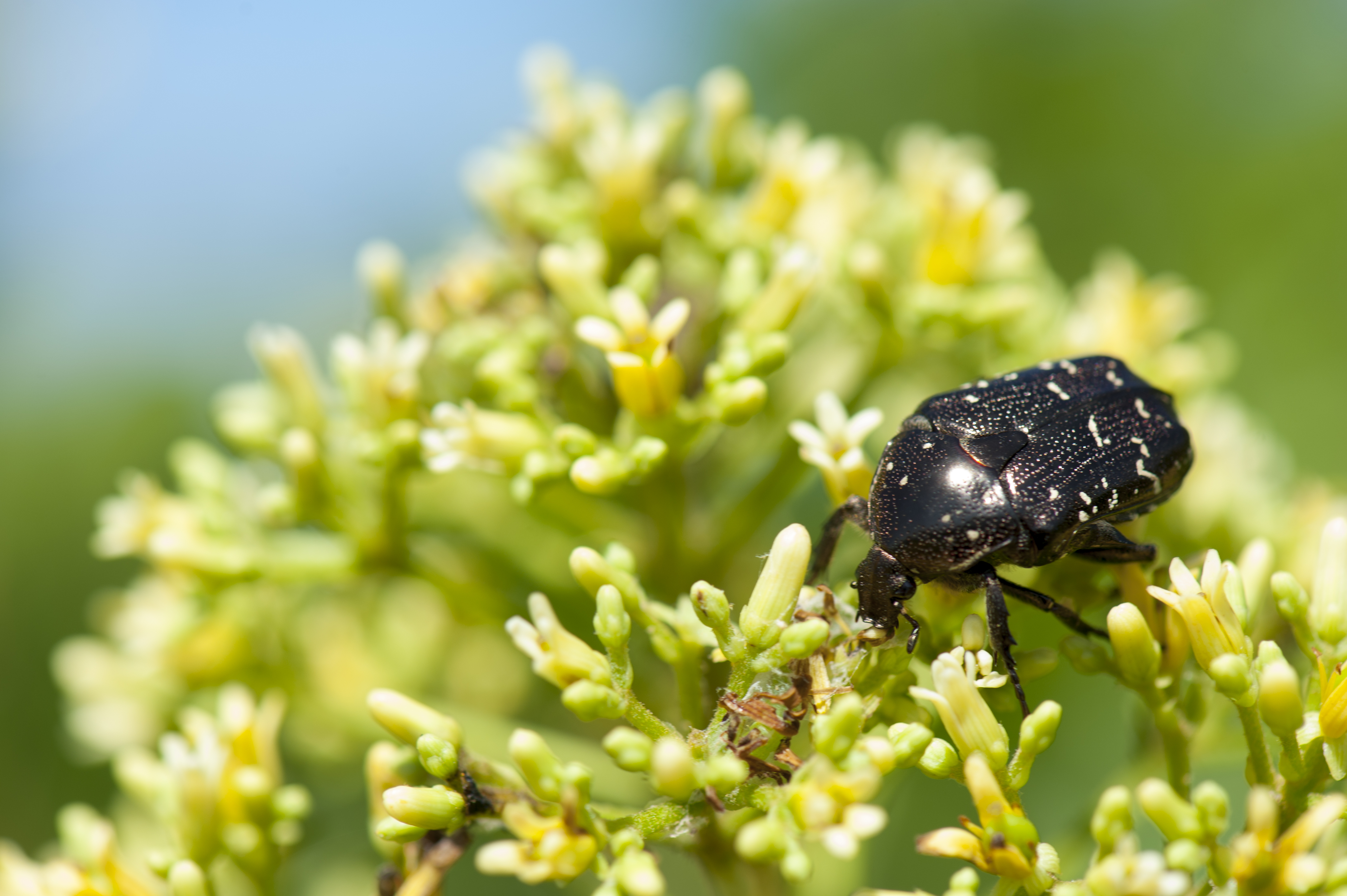
꽃꿀 먹는 점박이꽃무지
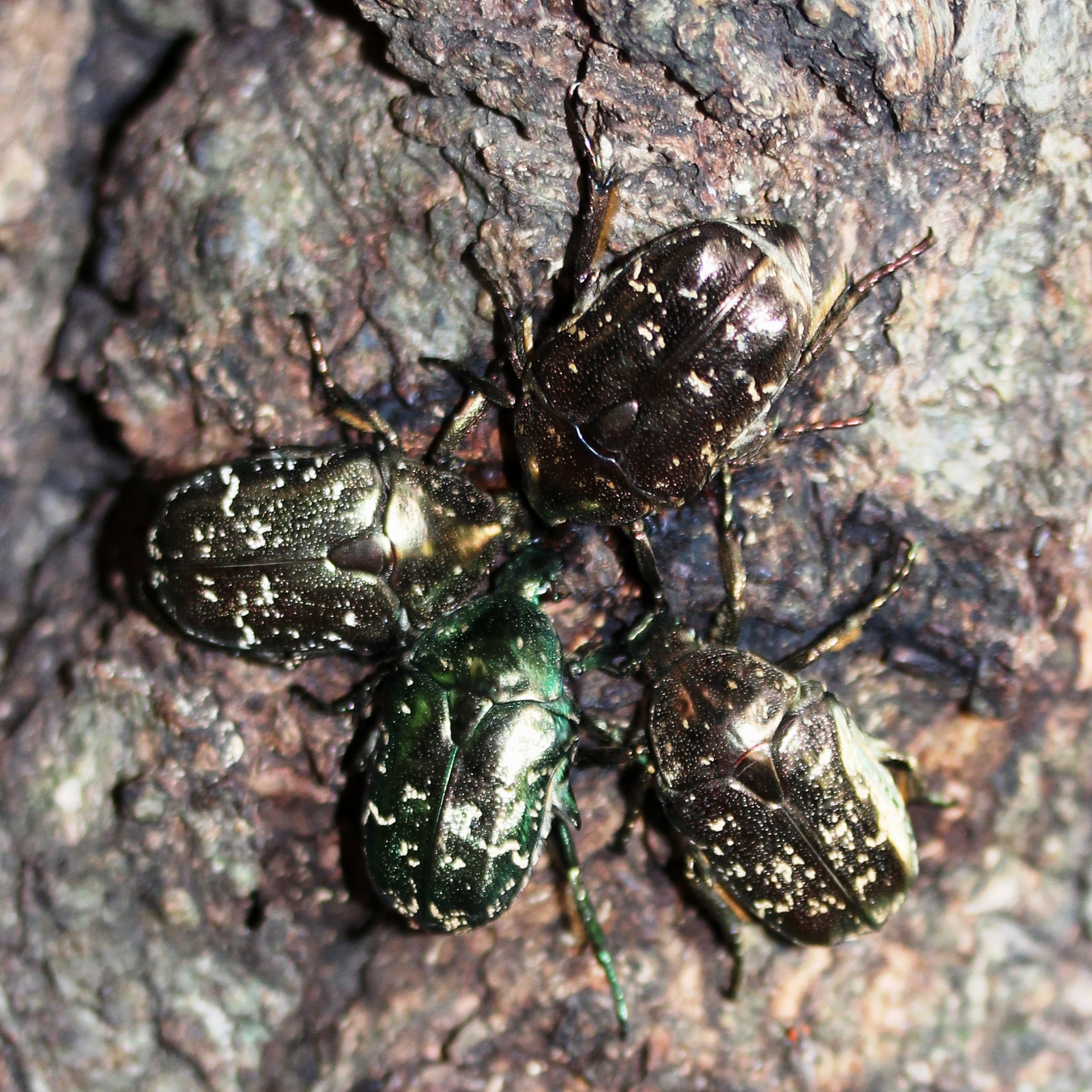
참나무 수액을 먹는 점박이꽃무지 무리
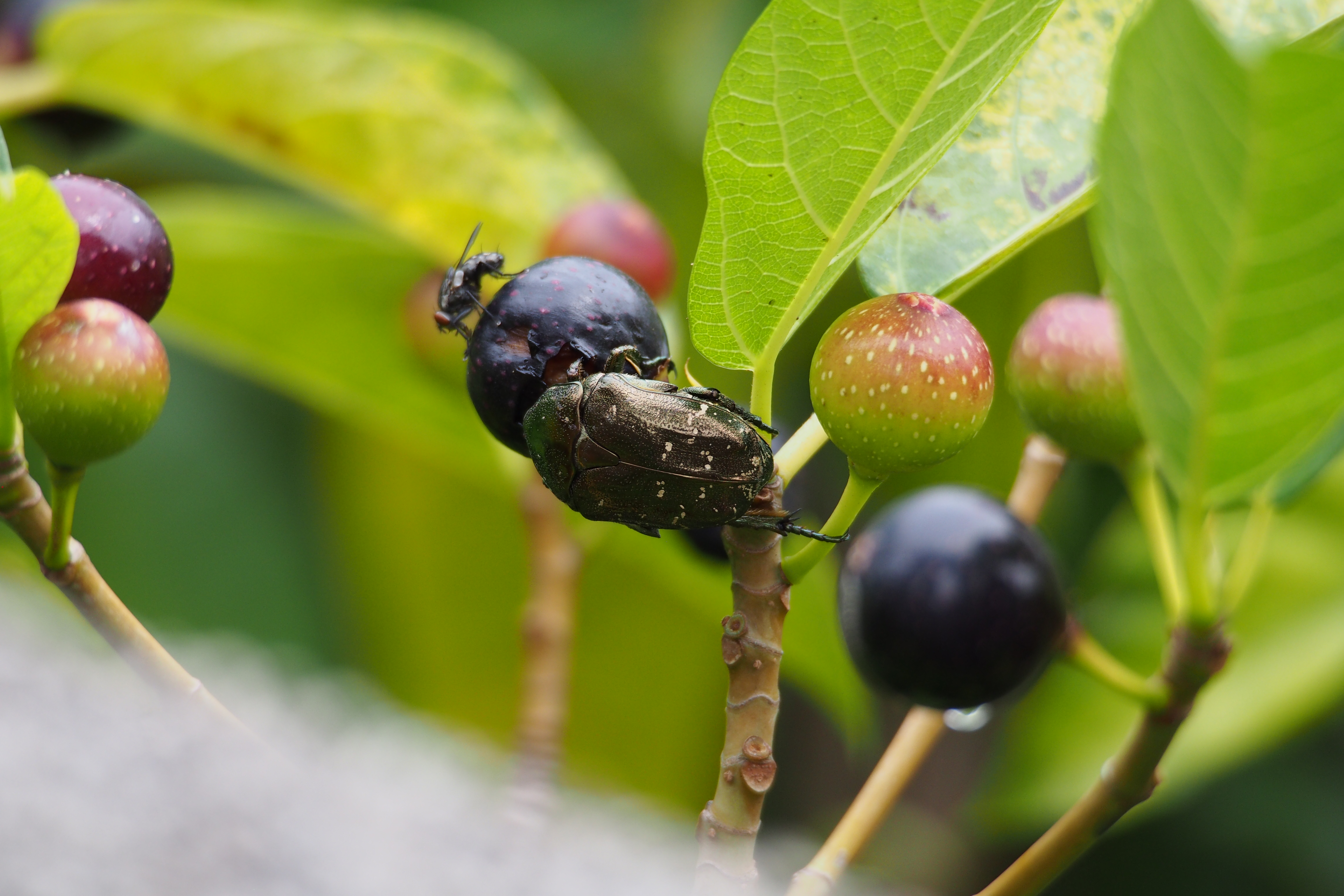
열매를 먹는 점박이꽃무지
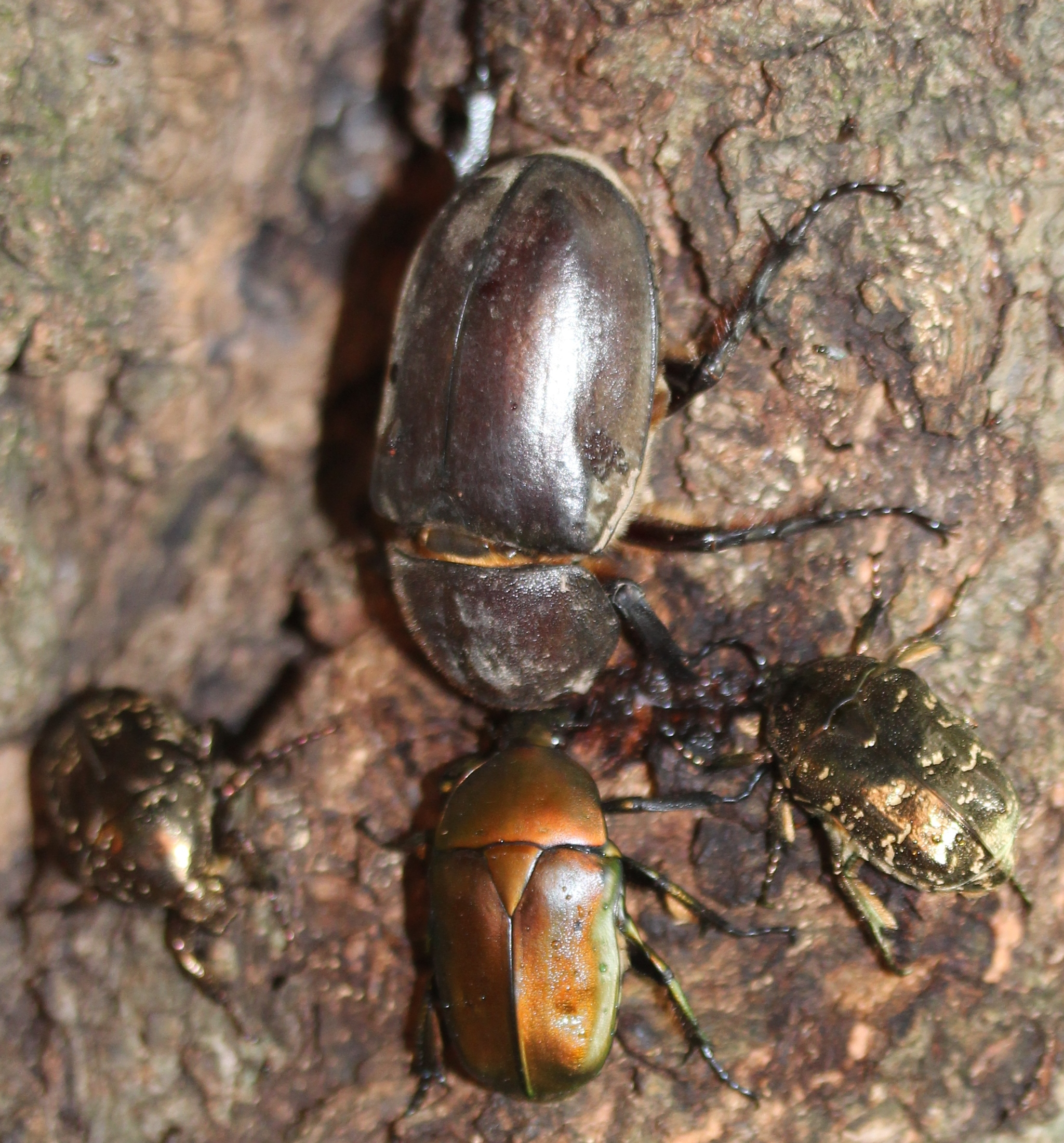
풍이, 장수풍뎅이와 함께 수액을 먹는 점박이꽃무지
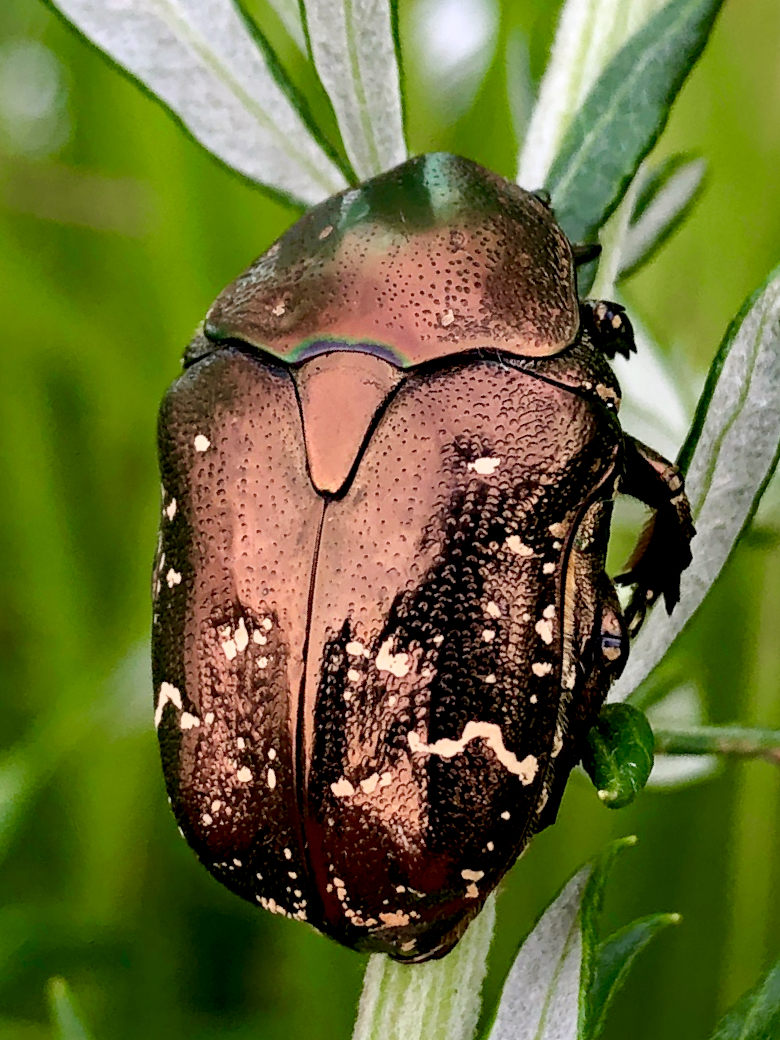
구릿빛 광택의 점박이꽃무지
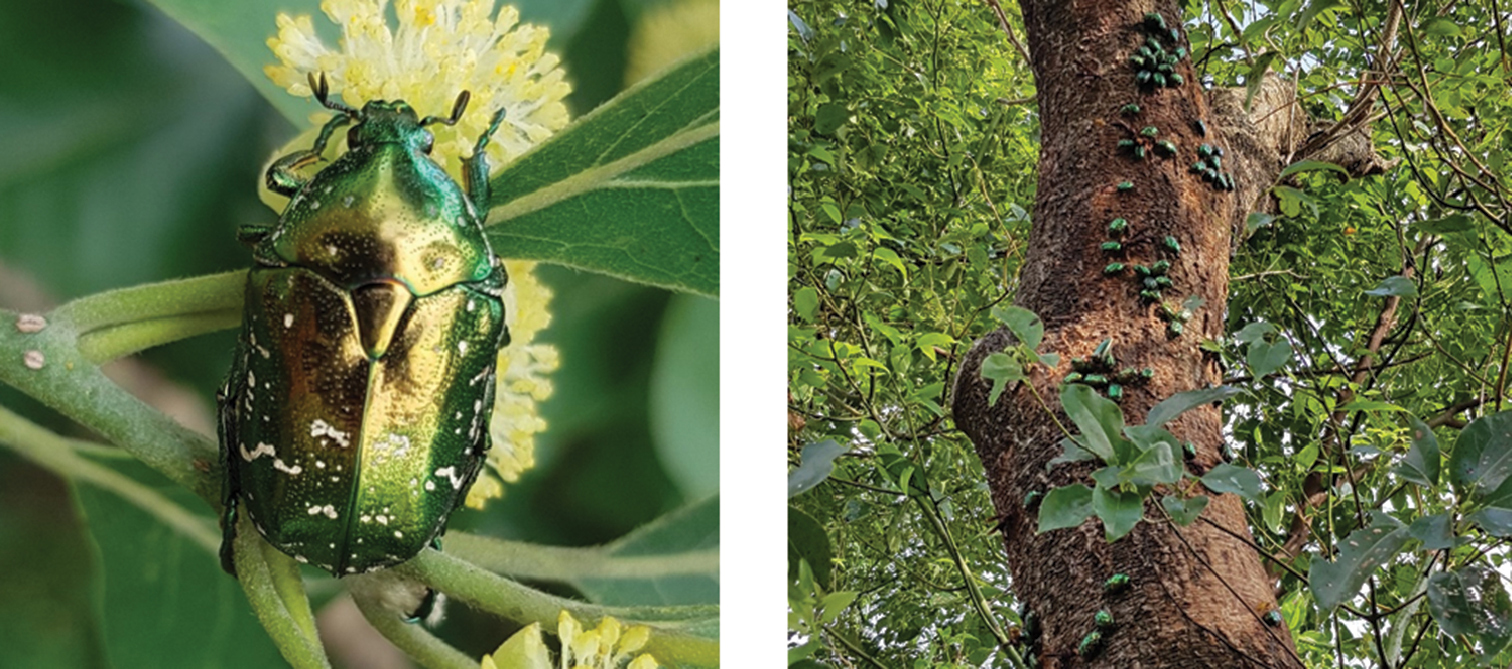